# Gemella
Gemella – ziarenkowce układające się w dwoinki. Morfologicznie przypominają pneumokoki. Dobrze rosną w temperaturze 22–37 °C na agarze krwawym. Wywołują hemolizę.

## Środowisko życia
Występują u ludzi i zwierząt w wydzielinach dróg oddechowych. Mogą powodować różne zakażenia, np.: ropne, miejscowe lub uogólnione.